# Subida al Capitolio

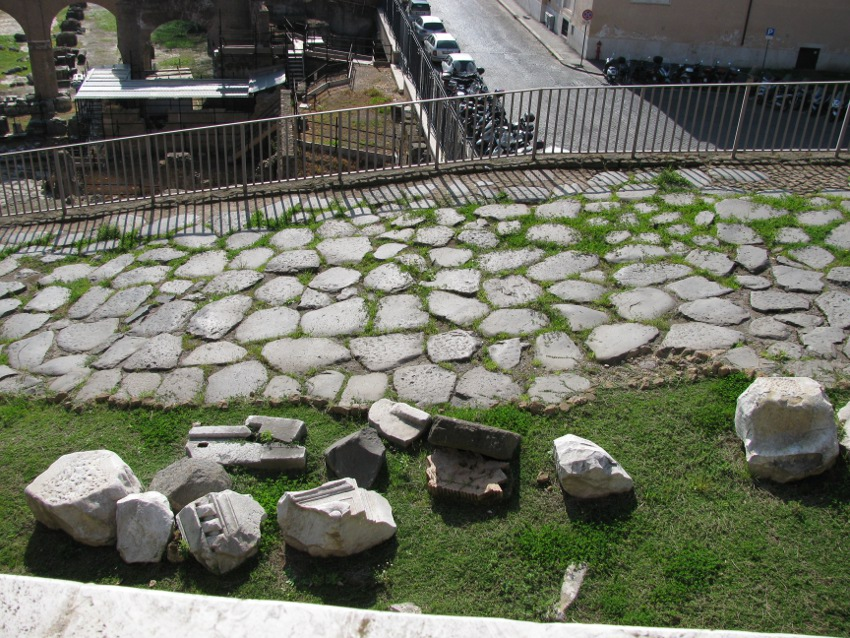
El pavimento del Clivus Capitolinus.

La subida al Capitolio (en latín, Clivus Capitolinus) es una antigua calzada pavimentada, principal vía de acceso a la colina Capitolina (Area Capitolina).

## Ubicación
Comienza en la cabecera del Foro Romano, en el lado norte, por detrás del arco de Septimio Severo en la prolongación de la vía Sacra. Pasa por detrás del arco de Tiberio que se extiende por el Vicus Iugarius, entre los templos de Saturno y de Vespasiano. Gira hacia el sur enfrente del Pórtico de los Dioses Consejeros antes de subir la ladera del monte Capitolino. Finalmente se gira hacia el norte y termina en la parte superior de la colina, a los pies del Templo de Júpiter Capitolino. Hoy en día, la última porción de la vía está hundida con parte de la pendiente de la colina Capitolina.

## Función
Esta vía, una de las más antiguas de la ciudad, pudo haberse trazado sobre la ruta que iba a territorio sabino, modificado tras la construcción del templo de Saturno. Servía a uno de los más importantes templos republicanos construidos en el centro de un amplia zona sagrada. Fue tradicionalmente la parte última, y culminante, de un triunfo romano. Se dice que Julio César subió esta calzada de rodillas para conjurar un maleficio durante su triunfo, en concreto se le rompió el eje del carro en el camino. Para protegerse del mal agüero que representaba ese accidente, César acabó de subir el Clivus Capitolinus de rodillas.

El primer día del triunfo ocurrió un mal presagio: el eje del carro triunfal se rompió justo frente al templo de la Fortuna construido por Lúculo, de manera que tuvo que terminar el resto del trayecto en otro. Y entonces [César] subió las escaleras del Capitolio sobre las rodillas, sin prestar atención a que el carro había sido consagrado a Júpiter en su honor [...]
Dión Casio XLIII, 21, 1

## Historia

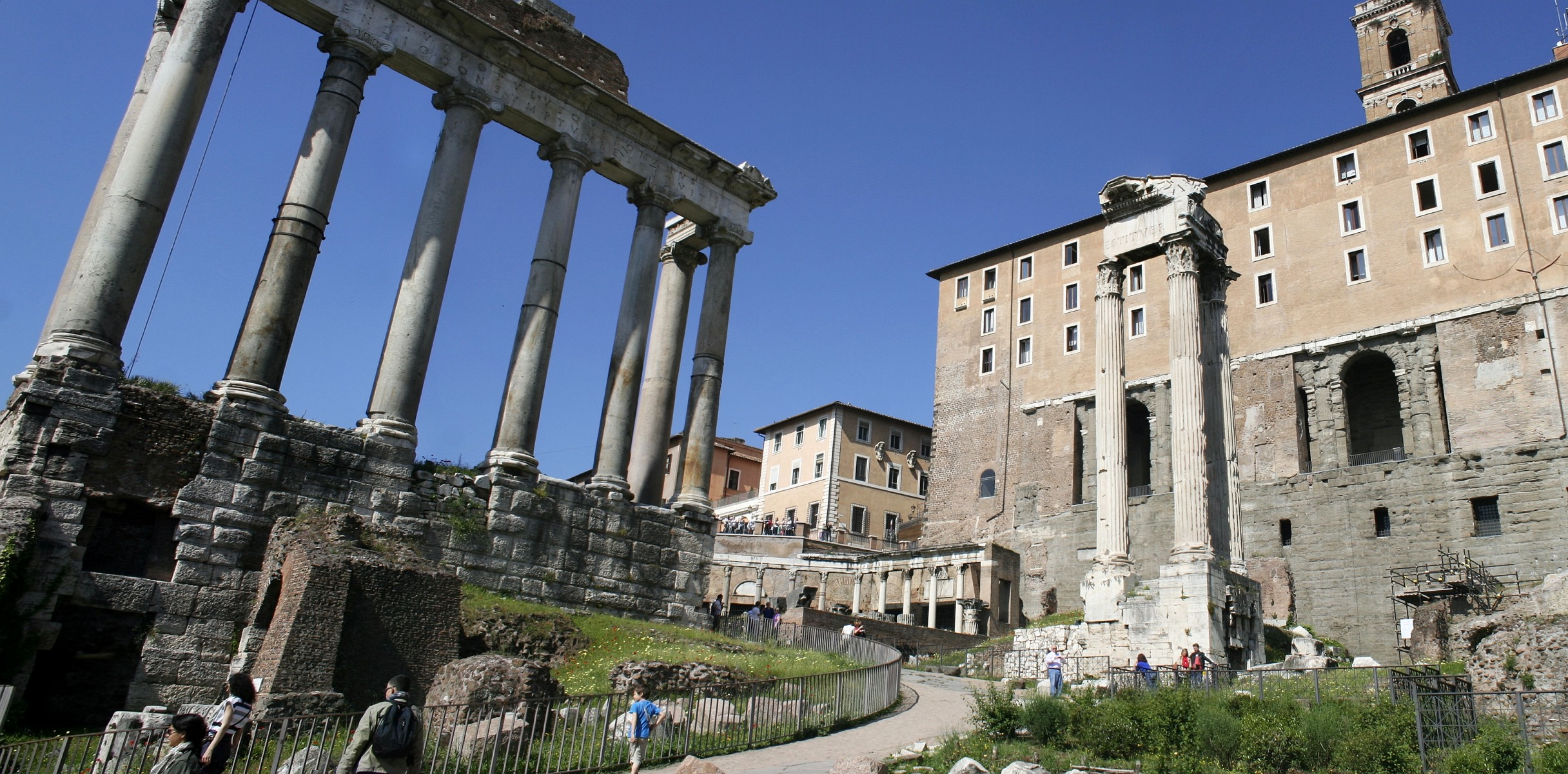
El Clivus Capitolinus deja el Foro y comienza su ascensión hacia la cumbre del Capitolio pasando entre el templo de Saturno (a la izquierda) y el templo de Vespasiano y Tito (a la derecha).

La calle es significativa como una de las más antiguas calzadas de Roma así como por su ubicación central alrededor de templos y oficinas judiciales que lleva a la parte más importante de los templos republicanos. 
La historia más antigua de la calzada así como de la colina en sí, no está del todo clara, pues gran parte de la documentación sobre la Roma más antigua se destruyó durante el saqueo de la ciudad. La calzada pudo haber formado parte de la ruta original al asentamiento sabino alterada cuando se construyó el templo de Saturno. Muchas construcciones sobre las colinas de Roma se alzaron sobre antiguas piedras etruscas que pueden verse en la parte posterior de las cámaras que quedan del Pórtico de los Dioses Consejeros. 
Originalmente una carretera que une el Foro en la depresión entre el Capitolio y la Arx conocidas como el nombre de Inter duos Lucos. A partir de este punto, la carretera se bifurca y un ramal lleva hasta la cima del Capitolio. Hacia el final de la Monarquía, el tramo de carretera que conduce al Capitolio estaba preparado para que los carros la recorrieran: tomó entonces el nombre de Clivus Capitolinus.
En el año 190 a. C., Escipión hizo elevar un arco que enmarcaba la vía justo en la desembocadura en la cumbre de la colina. En el año 174 a. C., el Clivus Capitolinus fue pavimentado por los censores Quinto Fulvio Flaco y Aulo Postumio Albino. Según las interpretaciones de los textos antiguos, habrían hecho construir un pórtico que recorría la vía por el lado de la derecha después del templo de Saturno justo hasta la cumbre de la colina. Sin embargo, un pórtico de estas características habría tenido una disposición extraña dada la inclinación de la calzada y la curva que sigue. Puede que hubiera confusión con un pórtico construido tras el templo de Saturno, no hacia el Capitolio, sino hacia el Comitium, pórtico que cerraría la perspectiva de ese lado hacia el Foro. El pavimento fue restaurado durante la dictadora de Sila.